# Carta de corso

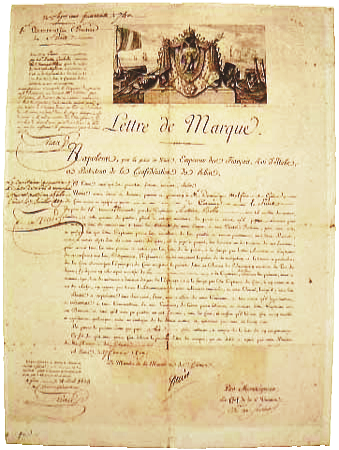
Patente de corso francesa dada ao capitão Antoine Bollo.

A carta de corso (do latim cursus, «corrida»), ou carta de marca, era um documento emitido pelo governo de um país pelo qual seu dono era autorizado a atacar navios e povoados de outras nações. Eram por isso chamados "corsários", verdadeiros piratas a serviço de algum governo, estimulados no século XVI principalmente pela Inglaterra para saquear os galeões espanhóis que traziam as riquezas do Novo Mundo. Ou seja, piratas pilhadores da riqueza alheia a serviço governamental, tal qual Francis Drake, pirata condecorado como Sir Francis pela rainha da Inglaterra Elizabeth I, após uma viagem pirata bem sucedida na costa do pacífico sul americano. Segundo a historiadora Janice Theodoro da Silva, "o investimento que Inglaterra fazia em pirataria tinha retorno certo". Desta forma convertendo o proprietário da carta em membro da marinha daquele país, conforme a chamada "Lei do Mar" (Tratado Internacional da época, quando se criou esse instrumento jurídico internacional). Porém, era uma marinha de corsários, piratas, bucaneiros, ladrões autorizados pelos governos e por eles premiados e condecorados por cada roubo bem-sucedido das riquezas de outras nações, o que levou a grandes conflitos na guerra entre Espanha e Inglaterra em 1588, guerra que durou 20 anos - 1585-1604. 
Foi desta forma (pirataria e pilhagem) que a Inglaterra conseguiu aos poucos o seu espaço nas conquistas ultramarinas. Cada vez mais vinha desferindo uma série de impedimentos à empresa marítima luso-espanhola no Ocidente. Para intensificar ainda mais as disputas pelo controle dos mares, as atividades empreendidas e estimuladas pela rainha Elizabeth I, desde a viagem de Sir John Hawkins no ano de 1562 a 1594 a Lancaster, foram fundamentais para ampliar e projetar o poder naval na Era dos Descobrimentos. Mesmo sob protestos da Espanha de que a Inglaterra estava incentivando a pirataria, e de fato, esse era o objetivo: desestruturar o Império ultramarino de Felipe II através da concessão de cartas de corso. Além disso, em agosto de 1588, a Invencível Armada, uma das grandes armas da coroa espanhola, foi vencida pelos ingleses sofrendo uma devastadora derrota na batalha de Gravelines no canal da Mancha.
A cartas de corso foram muito utilizadas na Idade Média e na Idade Moderna, quando os países não tinham condições de manter marinhas próprias, ou suficientemente grandes. Foram utilizadas por todas as grandes nações marítimas,[carece de fontes?] principalmente pela França e a Inglaterra, também pela Espanha, mas em menor grau e mais tardiamente.
O texto da carta normalmente autorizava o seu agente a ultrapassar a fronteira (marco do país), e ali buscar, tomar ou destruir barcos e frotas de outros países, e roubar todas as riquezas como ouro, prata e pedras preciosas. Era a pirataria institucionalizada no século XVI. 
Após longos anos de pilhagem e da Inglaterra se enriquecer através dos crimes dos piratas, recebidos como heróis pela coroa inglesa, as cartas de corso foram abolidas pela Declaração de Paris de 1856, em um anexo ao tratado que encerrou a Guerra da Crimeia. Os Estados Unidos, entretanto, foram um dos países que não ratificaram esta declaração.

## Benefícios da carta de corso

### Para o proprietário
- Utilização dos portos do país que outorgava a carta;
- Acesso a mantimentos de forma igual ou similar à dos navios regulares da marinha do país em questão;
- Liberdade de mostrar a carta ao exército inimigo, em caso de captura, podendo solicitar tratamento igual ao de prisioneiro de guerra, em vez de pirata, evitando assim a pena normal de enforcamento;
- Ter a patente de corsário e sentir-se membro da marinha;
- Mostrar a carta para poder recrutar a tripulação.

### Para o país outorgante
- Poder controlar o dono da carta (Luís XIV e outros monarcas franceses exigiam fianças dos donos de navios, para garantir o controle);
- Dispor de uma marinha sem necessidade de investimento na construção de barcos, recrutamento da tripulação, armamento, etc.
- Ter direito a parte dos lucros obtidos no corso;
- Poder alegar que as ações realizadas contra países com quem não estavam em guerra, mas se queria punir, eram obra de piratas, alheios a sua vontade.